# 天津市高级人民法院
天津市高级人民法院是中華人民共和國天津市的高级人民法院，位于天津市南开区长江道2号，现任院长为李静二级大法官。

## 沿革
1949年1月17日，天津市人民法院成立，隶属天津市人民政府。1955年1月，天津市人民法院改为天津市高级人民法院。1956年，又设立了天津市中级人民法院。1958年2月11日，天津市改为河北省省辖市，撤销天津市高级人民法院，将天津市中级人民法院改为河北省天津市中级人民法院。1968年3月，天津市各级人民法院实行军事管制。1973年，撤销军事管制，恢复天津市高级人民法院、天津市中级人民法院建制。

## 机构设置
- 审判委员会

### 内设机构
- 刑事审判第一庭
- 刑事审判第二庭
- 民事审判第一庭
- 民事审判第二庭
- 民事审判第三庭
- 民事审判第四庭
- 行政审判庭
- 立案一庭
- 立案二庭
- 审判监督庭
- 执行局
- 赔偿委员会办公室
- 政治部
- 监察室
- 办公室
- 研究室
- 审判管理办公室
- 行政处
- 法制宣传处
- 技术处
- 法警总队[2]

## 历任领导
院长
- 王笑一（1949年1月-）

副院长

## 对应中级人民法院/海事法院
- 天津市第一中级人民法院
- 天津市第二中级人民法院
- 中华人民共和国天津海事法院